# Anna Lohse
Anna Lohse, född 1866, död 1942, var en dansk lärare och kvinnosakspolitiker. 
Hon var lärare vid flickskoleavdelningen vid Vestre Skole i Odense 1897-1936. 
Hon blev 1890 medlem i Dansk Kvindesamfund (DK) och var dess ordförande 1894-1899. Hennes fokus låg på kvinnors tillgång till utbildning och yrkesarbete, något hon ansåg nödvändigt för jämlikhet och något hon ansåg borde åstadkommas genom samarbete mellan könen. Hon övertalade DK att öppna en aftonskola för kvinnor i Odense, och drev den 1891-1900. 
Hon var fackligt engagerad och ordförande i Danmarks Lærerforenings Odensekreds 1920-1931.